# Задужбине Осман-паше у Казанцима
Задужбине Осман-паше у селу Казанци, општина Гацко, су неколико старих грађевина, од којих двије имају велики културни и историјски значај.

## Црква Светог Арханђела Михаила
Црква је саграђена у 17. вијеку, на територији која се тада налазила под Турском влашћу. Осман-паша је цркву подигао као задужбину за душу своје мајке и посветио је Св. Арханђелу Михаилу, крсној слави породице Паповић. Обнављана је неколико пута - први пут 1833. године и та година је уклесана на зиду цркве са десне стране врата приликом уласка, а затим 1934, 1971. и 1991. године. На гробљу поред цркве су сахрањени и Срби, и четници, и партизани, а постоји и споменик једном карабинијеру. Храм се, такође, налази на Списку непокретних културних добара Републике Српске.

## Пашина џамија
Осман-паша је у исто вријеме саградио и џамију, око 300 m удаљену од цркве, али их је саградио тако да оне не виде једна другу - раздваја их једно узвишење. Саградио ју је насред насеља, у најљепшем и најплоднијем дијелу Казанаца. Зидана је тесаним каменом и покривена четвороводним кровом под плочом. Уз њу је саградио и мектеб, медресу, шадрван, конаке и штале за коње. Године 1683, објекти су срушени и попаљени, а џамија није никада обнављана. Више од 150 година у овом селу нема муслиманског живља, а мјештани је сматрају драгоцјеним свједочанством једног времена и успоменом на једног великог човјека. Септембра 2005. године проглашена је националним спомеником Босне и Херцеговине.

## Осман-паша Казанац
Осман-паша је рођен 1620. године, а према неким изворима 1627, у Казанцима као Јаков Паповић, од оца кнеза Павла Паповића. Када је имао 13. година Турци јањичари су га одвели у Истанбул, гдје је добио име Осман. Како се показао као врло бистар и храбар Турци су га школовали, а због заслуга у бици код града Казања султан му је дао звање паше, и три дара - земљу у Цариграду, доброг коња и да бира пашалук. Он је изабрао родну Херцеговину, гатачки кадилук, а по селу у коме је рођен прозван је Осман-паша Казанац. Године 1683, је из Каира отишао у Дамаск, а затим добио налог да пође у Мађарску. Ту је и доживио крај, када су га 1687. године исјекли јахачи грофа Антона Карафе у долини Сапот. Паша је, такође, саградио извор који се налази на простору између цркве и џамије, а који се назива Пашин извор или Стубањ. Иза себе је оставио и неколико грађевина у Анадолији и Румелији и чесму код своје куће у Стамболу.

### Казанци
Казанци су насељено мјесто на југоистоку ентитета Републике Српске, државе Босне и Херцеговине. Чине га два дијела - Горњи и Доњи Казанци. Горњи Казанци припадају Црној Гори, општини Никшић, а Доњи Казанци Републици Српској, општини Гацко, БиХ. Према попису из 1991. године ту су живјела 203 становника, а 2003. године 92 становника.

## Галерија
- Црква Св. Арханђела Михаила
- Врата улаза у цркву Св. Арханђела Михаила
- Црква Св. Арханђела Михаила у Казанцима
- Џамија Осман-паше Казанца